# ダマスカス門
ダマスカス門（ダマスカスもん、ヘブライ語: שער שכם‎、アラビア語: باب العامود）は、エルサレム旧市街の主な城門のひとつで、それらのうち最も美しく、人で賑わっている門と言われる。この門は北西の城壁にあり、城内のアラブ人地区の市場の端にあたる。門から城外へ出る街道はナブルス（古名・シェケム）に通じ、かつてはさらにそこからシリアの首都ダマスカスへ行けた。そのため現代英語では「ダマスカス門」、現代ヘブライ語では「シェケム門」「ナブルス門」と呼ばれている。アラビア語のバーブ・アル・ナスルは「勝利の門」、バーブ・アル・アムードは「柱の門」を意味し、後者は少なくとも10世紀からずっと使われている名で、紀元2世紀のローマ時代の様式の名残を留めるものである。現在の姿は、オスマン帝国のスレイマン1世によって1537年に造られた。
ダマスカス門は左右にそれぞれ胸壁がついた小塔（タレット）を持ち、それぞれに出し狭間がしつらえてある。門に向かって階段を上るヤッフォ門とは異なり、ダマスカス門は門に向かって階段を下りる。

## 歴史
フラウィウス・ヨセフスの『ユダヤ古代誌』によると、エルサレム旧市街の3番目の外側の城壁は、紀元37-41年頃アグリッパ1世によって造られたのが始まりだという。少なくともその治世の紀元1世紀から、ここは町の主たる入口となっていた。ヘブライ語聖書の『ミドラーシュ・ラッバー』（Eikha Rabba 1:32）には、ローマがエルサレムを支配していた時代、ユダヤ教の師であるヨハナン・ベン・ザッカイがリッダ（ロード）に通じる町の最西端の門（ヘブライ語: פילי מערבאה‎）を修復するようウェスパシアヌス帝に陳情したことが記されている。
現在の門のすぐ下には、前の時代の門が残っており、それは紀元1世紀はじめから2世紀（ハドリアヌス帝の時代）まで遡る。ハドリアヌス帝は大規模にこの門を拡張した。現在も通路の上に置かれている2世紀のまぐさ石には、ローマ統治下の町の名前「アエリア・カピトリナ」が刻まれている。
6世紀のマダバ地図によると、頂にハドリアヌス帝の彫像を乗せたローマの戦勝記念塔が門の正面にあった。このかつての様式は、現在の門のアラビア名（「柱の門」）に残されている。
10世紀に再建された8つの門のうち、現在も当時とおなじ名前（バーブ・アル・アムード）が受け継がれているのはこの門だけである。十字軍の兵士たちは、この門を聖ステファノ門（ラテン語: Porta Sancti Stephani）と呼んだが、それはアエリア・エウドキアが居た時から教会と修道院によって聖ステファノの殉教の地とされた場所にこの門が近いことを強調してのことである。この門はアイユーブ朝の初期（1183年-1192年）において何度か改築された。1523年にエルサレムを訪れたリヴォルノからの旅行者が残した記録は、この門を Bâb el 'Amud という名で、ゼデキアの洞窟のすぐ近くにあると記している。
現在の姿の門は、オスマン帝国のスルタンであるスレイマン1世の統治下で1537年に建てられた。
1967年まで、胸壁がついた小塔（タレット）が門を見下ろしていたが、第三次中東戦争の際に旧市街で起こった戦闘によりダメージを受けた。2011年8月にイスラエルは、イギリス帝国がエルサレムを支配していた20世紀初期の写真を手がかりにして、その胸壁を矢狭間も含めて修復した。11の固定用建材が修復されたタレットを城壁へ固定し、4枚の厚い石材で矢狭間のついた胸壁を形成している。

## ギャラリー
- 動画

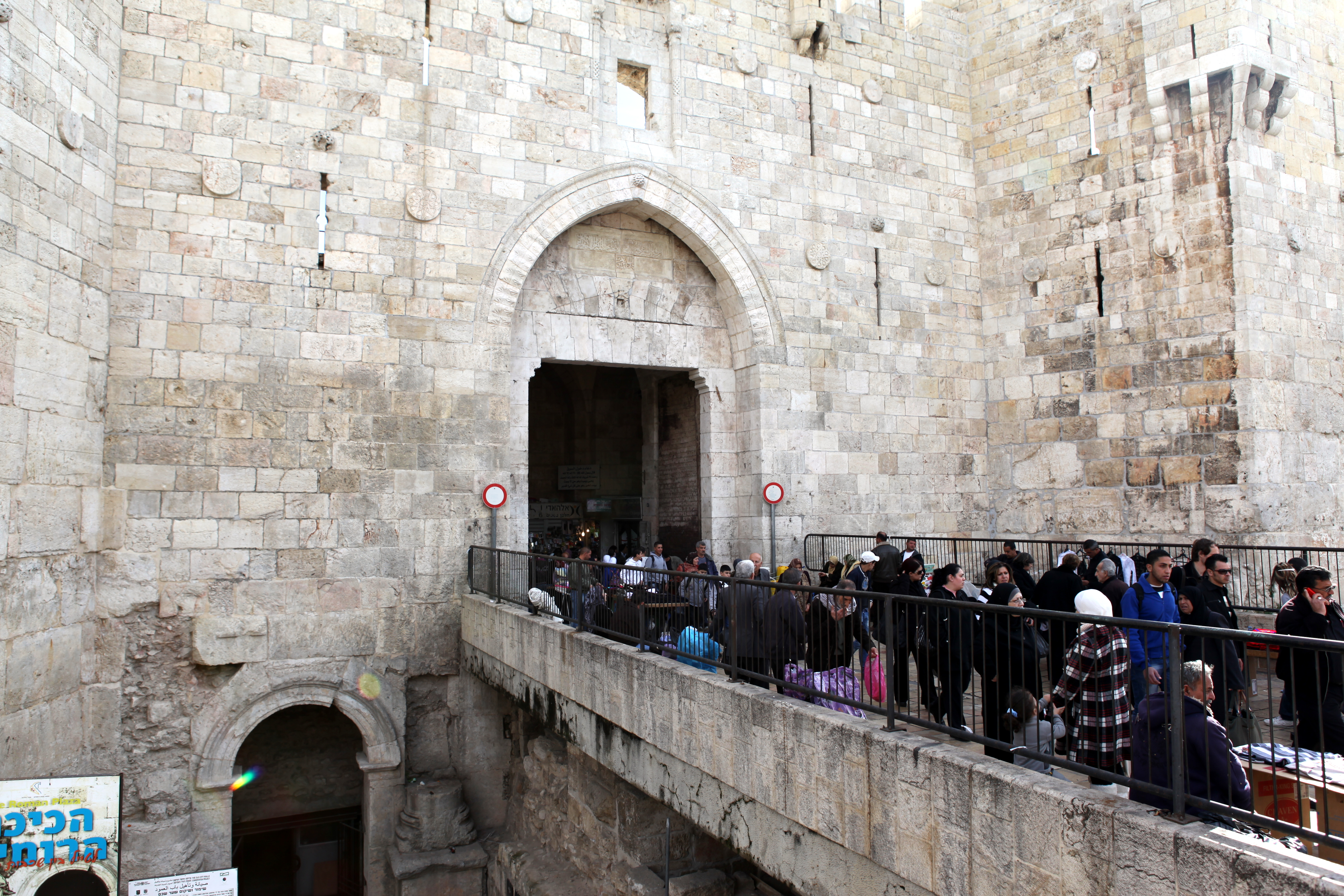
ダマスカス門の下に残るローマ時代の門
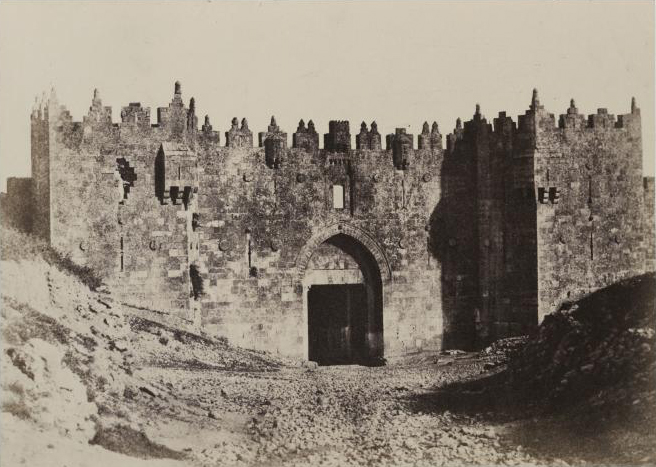
1856年の姿